# Ampakin
Ampakini su klasa jedinjenja za koju je poznato da poboljšava pažnju i opreznost, i olakšava učenje i formiranje memorija. Ampakini su dobili ime po glutamatergičnom AMPA receptoru sa kojim formiraju jake interakcije. AMPA receptor je nazvan po ligandu AMPA, koji se selektivno vezuje za njega.

## Literatura
- Staubli, U.; Rogers, G.; Lynch, G. (1994). „Facilitation of glutamate receptors enhances memory” (pdf). Proc Natl Acad Sci U S A. 91 (2): 777—781. PMC 43032 . PMID 8290599. doi:10.1073/pnas.91.2.777.
- Staubli, U.; Perez, Y.; Xu, F. B.; Rogers, G.; Ingvar, M.; Stone-Elander, S.; Lynch, G. (1994). „Centrally active modulators of glutamate receptors facilitate the induction of long-term potentiation in vivo” (pdf). Proc Natl Acad Sci U S A. 91 (23): 11158—11162. PMC 45186 . PMID 7972026. doi:10.1073/pnas.91.23.11158.
- Arai, A.; Lynch G. (1992). „Factors regulating the magnitude of long-term potention induced by theta pattern stimulation”. Brain Research. 598 (1–2): 173—184. PMID 1486479. doi:10.1016/0006-8993(92)90181-8.
- Arai, A.; Silberg, J.; Kessler, M.; Lynch, G. (1995). „Effect of thiocyanate on AMPA receptor mediated responses in excised patches and hippocampal slices”. Neuroscience. 66 (4): 815—827. PMID 7544449. doi:10.1016/0306-4522(94)00616-D.
- Suppiramaniam, V.; Bahr, B. A.; Sinnarajah, S.; Owens, K.; Rogers, G.; Yilma, S.; Vodyanoy, V. (2001). „Member of the Ampakine class of memory enhancers prolongs the single channel open time of reconstituted AMPA receptors”. Synapse. 40 (2): 154—158. PMID 11252027. doi:10.1002/syn.1037.
- Porrino, L. J.; Daunais, J. B.; Rogers, G. A.; Hampson, R. E.; Deadwyler, S. A. (2005). „Facilitation of task performance and removal of the effects of sleep deprivation by an ampakine (CX717) in nonhuman primates” (pdf). PLoS Biology. 3 (9): e299. PMC 1188239 . PMID 16104830. doi:10.1371/journal.pbio.0030299.
- Bast, T.; da Silva, B. M.; Morris, R. G. (2005). „Distinct contributions of hippocampal NMDA and AMPA receptors to encoding and retrieval of one-trial place memory” (pdf). Journal of Neuroscience. 25 (25): 5845—5856. PMID 15976073. doi:10.1523/JNEUROSCI.0698-05.2005.

## Spoljašnje veze
- Ampakine Article Abstracts
- Recent Article About CX717
- Article on Ampakines with reference to Alzheimers Архивирано на веб-сајту  (3. фебруар 2015)
- US Patent 5,650,409
- US Patent 6,030,968
- US Patent 6,730,677
- US Patent 7,307,073